# Jaime do Inso

Jaime do Inso als Marineleutnant

Jaime Correira do Inso (* 18. Dezember 1880 in der Gemeinde Nossa Senhora da Graça, Kreis Nisa, Distrikt Portalegre, Portugal; † 7. Oktober 1967 in Lissabon, Portugal) war ein portugiesischer Marineoffizier, Autor und Orientalist.

## Leben

Die Offiziere der Pátria in Rio de Janeiro 1906

Die Pátria vor Timor 1912

Anfang des 20. Jahrhunderts trat Inso als Fähnrich in die Marineschule ein. Ab 1903 absolvierte er seinen Dienst auf See. An Bord des Truppentransporters África durchquerte er das Mittelmeer und fuhr das erste Mal nach Macau. Die Rückfahrt führte nach Mosambik, Angola und den Kapverden.
1904 wurde Inso zum Kanonenboot Pátria versetzt. Ab dem Frühjahr 1905 war die Pátria Teil des Marinebereichs (Divisão Naval) Südatlantik, deren Basis im angolanischen Luanda war. Neun Monate kartographierte das Kanonenboot die wichtigsten Häfen Brasiliens und fuhr als erstes Kriegsschiff den Amazonas bis nach Manaus hinauf. Mitte 1906 kehrte das Boot nach einem kurzen Aufenthalt auf den Kapverden wieder zurück nach Lissabon. Hier wurde Inso zum Leutnant zweiten Grades befördert. Zurück in Angola diente er ein Jahr im Marinedepot, bevor er zur Pátria zurückkehrte, als Mitglied des Marinekorps. 1908 wurde die Pátria zum Marinestützpunkt Macau zum Einsatz in der Flotte Fernost versetzt. Hier ging sie unter anderem gegen Piraten vor.
Ab 1909 arbeitete Inso für die Annalen des Clube Militar Naval. Er verfasste mit „Apontamentos sobre Movimentos Atmosféricos“ (Hinweise zur atmosphärischen Bewegungen) einen Artikel, wie Schiffe Wirbelstürme vermeiden könnten. 1910, in dem Jahr als die Monarchie fiel und Portugal Republik wurde, folgte ein Artikel über Mängel in der portugiesischen Marine.
Unter Kommando von Kapitänleutnant Gago Coutinho kam Inso mit der Pátria 1912 nach Portugiesisch-Timor. Detailliert berichtete er in seinem Buch Em Socorro de Timor über die Niederschlagung der Rebellion von Manufahi, an der die Pátria maßgeblich beteiligt war. Für die Verteidigung des Ortes Baucau vom 29. Juni bis 25. Juli erhielt Inso eine Belobigung durch den Kommandeur der Marinestation in Macau. Es folgte noch ein Einsatz gegen Rebellen in Oecussi.
Inso diente im Marinekorps und der Divisão Naval de Instrução e Manobra, später als Garnisonsoffizier des Kreuzers São Gabriel, mit dem er von September bis April 1914 seine letzte Reise nach Angola machte. In diesem Jahr wurde Inso zum Leutnant ersten Grades (1° tenente) befördert. Zum Thema Ballistik und Artillerie veröffentlichte er den Artikel „Preliminares do Tiro“.
Die nächsten acht Jahre verbrachte Inso an Land als Adjutant des Marinekorps, Sektionschef in der Abteilung Repartição da Majoria General da Armada und als Artillerieausbilder an der Marineschule. Dann kam er an Bord der Fregatten D. Fernando II e Glória und der Kreuzer Adamastor und Carvalho Araújo. Die Carvalho Araújo brachte 1922 das Flugzeug von Insos ehemaligen Kommandanten Gago Coutinho aus Brasilien zurück, mit dem dieser als erster Pilot den Südatlantik überquert hatte. 1919 war Inso zum Kapitänleutnant (capitão-tenente) befördert.
Mitte 1923 übernahm Inso den Posten des Hafenkapitäns von Vila Real de Santo António, wo er für zwei Jahre blieb. Danach kehrte er wieder nach Macau zurück, wo er für drei Jahre das Kommando über die Pátria in den Gewässern Chinas übernahm, das in dieser Zeit in einen Bürgerkrieg fiel. Für seine Unterstützung spanischer Piloten auf dem Flug von Madrid nach Manila erhielt Inso 1927 vom spanischen König das Kreuz erster Klasse des Ordens für Verdienste zur See. Es war Insos Abschied von Ostasien.
Nach seiner Rückkehr nach Lissabon Mitte 1929, brachte er eine Serie von Chroniken, Reiseberichten und Erzählungen heraus, die ihn bald zu einem der beliebtesten Schriftstellern über die Geschichte Macaus und die Portugiesen in China machte, neben Camilo Pessanha und Wenceslau de Morães. Dabei tauschte Inso sich auch mit anderen Orientalisten per Brief aus.
Bis 1938 diente Inso immer wieder begrenzt weiter auf See als 1. Offizier auf dem Kreuzer Vasco da Gama und als Kommandant der Fregatte D.Fernando II e Glória. Zwei Jahre lang war er beim Generalkommando der Kriegsflotte Offizialverteidiger beim Marinegericht, später war Inso als Inspektionsoffizier und diente in verschiedenen Kommissionen zu Personalangelegenheiten.
In den 1930ern veröffentlicht Inso zahlreiche Artikel über Macau und China. 1932 erscheint sein Buch A Caminho do Oriente und im Jahr darauf mit Visões da China ein weiteres, indem er verschiedene seiner Artikel zusammenfasst und auch einige bisher unveröffentlichte Briefe von Wenceslau de Moraes abdruckt, die der portugiesische Konsul in Kōbe ihm zwischen 1913 und 1927 geschickt hatte. 1936 folgte in zwölf Bänden das Monumentalwerk China. Die luxuriös gestaltete Edition wurde nur an Abonnenten vergeben und wurde zu einem sehr erfolgreichen Nachschlagewerk über das asiatische Land.
1931 erhielt Inso eine Belobigung vom Marineminister für seinen Beitrag zu einer portugiesischen Kolonialausstellung in Antwerpen. 1933 repräsentierte Inso die Marine auf der Kolonialwoche der Geographischen Gesellschaft in Lissabon. Wieder erhielt er eine Belobigung. Für die Veranstaltung verfasste Inso einen Artikel für die Annalen der Gesellschaft. In den folgenden Jahren arbeitete er weiter über die Geschichte portugiesischer Kriegsschiffe und den Fernen Osten, so mit dem Thesenpapier A Colonização e o Problema do Oriente Português (Die Kolonisation und das Problem des portugiesischen Orients), das er beim ersten Kolonisationskongress 1934 in Porto vorstellte.
1935 folgte die Beförderung zum Fregattenkapitän (capitão-de-fragata) und die Rückkehr zur Artillerieschule der Marine, mit Basis auf der Fregatte D. Fernando II e Glória. Von Dezember 1937 bis April 1938 fungierte Inso gleichzeitig als Kommandant des Schiffs und Direktor der Schule, bis er von der Forschung zur portugiesischen Marinegeschichte wechselte. 1939 wurde Inso per Ministererlass zuständig für Geschichte im Admiralstab. In diesem Jahr beendete er sein Werk A Marinha Portuguesa na Grande Guerra (Die portugiesische Marine im Großen Krieg), das er bereits seit 1937 in einzelnen Kapiteln veröffentlichte.
1943 veröffentlichte Inso mit Arte de Navegar ein Werk, in dem er über Navigation und die menschliche Psychologie in Bezug auf die Seeschifffahrt schrieb. 1947 folgte ein Artikel mit dem Titel Os Genários in der Zeitung Diário de Notícias. Hier widmete sich Inso mehr einer soziologischen Studie über Männer, die das 50. Lebensjahr „umschifft“ hatten.
1947 wurde Inso Leiter der Marinebibliothek und des damals angeschlossenen Marinemuseums, während er gleichzeitig Mitglied des Marinestabes war. Zwischen 1950 und 1957 war er außerdem jedes Jahr Beisitzer der Kommission zur Abfassung der Marineannalen. 1953 verfasste Inso für die Zeitschrift Olissipo den Artikel A Estética Histórica-Maritíma da Cidade de Lisboa (Die historisch-maritime Ästhetik der Stadt Lissabon) und 1964 Nossa Senhora de Penha de França na Evocação Maritíma ((Die Kirche) Heilige Muttergottes von Penha de Franca in der maritimen Erinnerung).
Das Marinemuseum wurde unter Inso stark erweitert. Er integrierte die Sammlung von Schiffsmodellen, die der Privatmann Henrique Monfroy de Seixas aufgebaut hatte und nach seinem Tod Ende 1947 an das Museum vermachte. Zu Beginn der 1950er war das Museum Teil der Marineschule in der Rua do Arsenal und der dortigen Marinebibliothek angegliedert. Große Teile waren aber auch im Sala do Risco und im Palácio das Laranjeiras untergebracht. 1956 begann Inso, obwohl er 1950 bereits in den Ruhestand versetzt worden war, mit den Planungen, die Sammlung unter einem Dach zusammenzuführen. 1959 erhielt Inso den Titel des Museumsdirektors. Schließlich wurde das Museu de Marinha im August 1962 in seinen heutigen Räumen feierlich eröffnet.
Als Museumsdirektor war Inso außerdem an der Gründung des Planetariums Calouste Gulbenkian 1965 beteiligt. Dazu verfasste er auch in den Clubannalen den Artikel Um planetário desconhecido (Ein unbekanntes Planetarium). 1967 erschien dort auch der Artikel O Museu de Marinha (Das Marinemuseum) mit einer Sammlung von verschiedenen Veröffentlichungen und erläuternden Einzelheiten als einfache Erzählungen über die Marine. Es war das letzte Werk Insos. Im selben Jahr starb er.

## Schriften
- Ecos de Macau. Guerra dos Piratas. A Batalha de Lantau. Macau 1912.[2][6]
- Em Socorro de Timor. Lissabon 1913.
- Macau, a Jóia do Oriente, Lissabon 1913.
- Macau: a mais antiga colónia europeia no extremo-oriente. Macau 1929.
- O caminho do Oriente. Lissabon 1932.
- Visões da China. Lissabon 1933.
- China. Lissabon 1936.
- Mr. Wu. von Louise Jordan, Übersetzung von Jaime do Inso, Lissabon 1936.
- A Marinha portuguesa na Grande Guerra. 1937.
- „Timor – 1912“. Neuauflage Lissabon 1939.
- O Museu de Marinha, conferência promovida pela Comissâo de Estudos Militares da Sociedade de Geograia de Lisboa, realizada na mesma Sociedade no dia 29 le abril de 1949. Lissabon 1950.
- O caminho do Oriente. Neuauflage vom Instituto Cultural de Macau 1996.
- Cenas da vida de Macau. Neuauflage vom Instituto Cultural de Macau 1997.
- A última revolta em Timor 1912. Neuauflage Lissabon 2004, OCLC 68189039.